# 2013年世界田径锦标赛特立尼达和多巴哥代表团
参加在 俄羅斯莫斯科举行的2013年世界田径锦标赛的特立尼达和多巴哥代表团取得了一枚金牌，在奖牌榜上和克罗地亚、瑞典、哥伦比亚、爱尔兰共和国、新西兰一起并列第11名。

## 获得的奖牌
| 奖牌 | 运动员       | 项目        |
| ---- | ------------ | ----------- |
| 金牌 | Jehue GORDON | 男子400米栏 |

## 引用
1. ↑  . 国际田联.   [2013-08-16]. （原始内容存档于2018-01-08）.（英文）